# オットー・ザンダー
オットー・ザンダー（Otto Sander, 1941年6月30日 - 2013年9月12日）は、ドイツの俳優。

## 略歴
ハノーファーに生まれ、カッセルで育つ。1970年代から西ベルリン（当時）で俳優活動を始め、ウォルフガング・ペーターゼンやヴィム・ヴェンダースなどドイツを代表する著名な監督の作品に多数出演し、同国を代表する名優となった。1990年の第40回ベルリン国際映画祭では審査員を務めた。
ブルーノ・ガンツとは青年期よりの公私ともの親友であり、舞台では数多くの共演を果たし、彼らの師匠である『ベルリン・天使の詩』で老詩人ホメロスを演じたクルト・ボウワ(ボイス)のドキュメンタリー映画を共に監督した。
また、休暇には度々来日し、京都の禅寺で座禅を組むことを好んでいた。
2013年9月12日、死去。72歳。長年、食道癌の闘病中だったという。

## 主な出演作品
| 公開年 | 邦題 原題                                                             | 役名                         | 備考                             |
| ------ | --------------------------------------------------------------------- | ---------------------------- | -------------------------------- |
| 1976   | O侯爵夫人 La Marquise d'O...                                          | Der Bruder, Der Forstmeister |                                  |
| 1979   | ブリキの太鼓 Die Blechtrommel                                         | Musiker Meyn                 |                                  |
| 1981   | U・ボート Das Boot                                                    | フィリップ・トムセン         |                                  |
| 1986   | ローザ・ルクセンブルク Rosa Luxemburg                                 | カール・リープクネヒト       |                                  |
| 1986   | ワーグナーとコジマ Wahnfried                                          | リヒャルト・ワーグナー       |                                  |
| 1987   | ベルリン・天使の詩 Der Himmel über Berlin                             | 天使カシエル                 |                                  |
| 1993   | 時の翼にのって/ファラウェイ・ソー・クロース! In weiter Ferne, so nah! | 天使カシエル                 |                                  |
| 1995   | ベルリン それぞれの季節 Das Versprechen                               | ロレンツ教授                 |                                  |
| 1995   | キング・オブ・フィルム/巨匠たちの60秒 Lumière et Compagnie            |                              | ヴィム・ヴェンダース監督のパート |
| 1996   | キラーコンドーム Kondom des Grauens                                   | ミスター・ヒギンズ           |                                  |
| 1998   | アム・アイ･ビューティフル? ¿Bin ich schön?                            | デヴィッド                   |                                  |
| 2000   | レ・ミゼラブル Les Misérables – Gefangene des Schicksals              | Monseigneur Bienvenu         | テレビ・ミニシリーズ             |
| 2008   | クラバート 闇の魔法学校 Krabat                                        | -                            | ナレーション                     |